# Bürovorsteher
Der Bürovorsteher (heute oft Büroleiter genannt) ist der Verwaltungsleiter eines Anwalts- oder Notariatsbüros. Die Funktion des Bürovorstehers ist zumeist nur in größeren Kanzleien oder Sozietäten gebräuchlich. Es handelt sich nicht um eine geschützte Berufsbezeichnung.

## Funktion
Der Bürovorsteher ist das Bindeglied zwischen den Rechtsanwalts- bzw. Notarfachangestellten und den Rechtsanwälten und Notaren. Er ist auch Personalvorgesetzter der Angestellten des Büros, je nach Organisationsstruktur auch der der angestellten Anwälte. Er ist an die Weisungen der Partner der Sozietät gebunden und setzt diese um. In sehr großen Kanzleien gibt es auch gesonderte Leitungspositionen für einzelne Verwaltungsbereiche wie z. B. Leiter für Personal, Buchhaltung, EDV.

## Profil
In den meisten Fällen sind in dieser Position Rechtsanwaltsfachangestellte tätig, die sich durch entsprechende Zusatzausbildungen für diesen Beruf qualifiziert haben. Bei persönlicher Qualifikation ist auch ein Quereinstieg aus anderen Berufen, z. B. von Beamten des gehobenen Dienstes oder von Rechtspflegern, möglich. 

## Geschichte
Bis zum Jahr 1999 wurden Fortbildungslehrgänge zum „Geprüften Bürovorsteher“ durch verschiedene Institute angeboten. Die Weiterbildung zum Geprüften Bürovorsteher wurde ab dem Jahr 2000 durch diejenige zum „Geprüften Rechtsfachwirt“ ersetzt. Eine modernere Bezeichnung für den Beruf des Bürovorstehers lautet Büroleiter.

## Aufgaben
Die Aufgaben des Bürovorstehers oder der Bürovorsteherin hängen von der Größe der Kanzlei und den Arbeitsschwerpunkten und Vorstellungen der Kanzleiinhaber (Partner/Sozien) ab.
Zu den typischen Aufgaben gehören:
- Erstkontakt mit neuen Mandanten
- Einstellung von Mitarbeitern
- Organisation des Arbeitsablaufes
- Regelung von Urlaubs- und Krankheitsvertretungen
- Organisation der Buchhaltung
- Aufstellung des Jahresabschlusses und ggf. der Gewinnverteilung (bei Sozietäten)
- Überwachung des Einkaufs
- Einsatz von Büromaschinen, z. B. EDV
- Überwachung von Fristen und Terminen
- Unterstützung der Anwälte bei der Durchführung ihres Berufs
- Bearbeitung sonstiger, nicht ausschließlich anwaltlicher Aufgaben, z. B. Erstellung von Gebührenabrechnungen, Durchführung komplexer Zwangsvollstreckungsmaßnahmen